# Марри (Айдахо)
Марри — невключённая территория округа Шошоне, штат Айдахо, США. В период с 1880-х по 1950-е года близ Мюрерй действовали золотодобывающие шахты. В 1910-х годах в течение двух лет в городе была станция железной дороги Northern Pacific Railway. В 2007 году население Марри составляло 573 человека

## История
В 1880-х годах близ Марри было открыто золотое месторождение, что сразу обеспечило приток поселенцев-шахтёров. Легендой Марри стала Мэгги Холл, известная под именем Молли Би-Дэм. Она приехала в Марри из Нью-Йорка в 1884 году вместе с другими переселенцами. Ещё в дороге, на перевале Томпсон она спасла жизнь отставшей от обоза во время ночного снегопада женщине с маленьким ребёнком, и рассказы об этом прибыли в Марри раньше неё. В Марри она основала публичный дом, пользовавшийся большим успехом, и заслужила уважение всего города своей добротой и отзывчивостью. Когда в 1886 году в Марри началась эпидемия оспы, Молли на базе своего заведения открыла полевой госпиталь, и, при помощи городского доктора и некоторых других горожан, способствовала прекращению болезни. Молли умерла от туберкулёза в 1888 году, но до сих пор её имя ежегодно чествуют в Марри, отмечая праздник «Molly B’Damn Gold Rush Days».